# Raadhuis van Nieuwe Niedorp
Het voormalige Raadhuis van Nieuwe Niedorp, ook wel de Prins Maurits, is een monumentaal pand in Nieuwe Niedorp, gemeente Hollands Kroon, in de Nederlandse provincie Noord-Holland. Het gebouw is gelegen aan de Dorpsstraat 81. Tot de verwoestende brand van 12 op 13 september 1973 diende het pand als het gemeentehuis van voormalig gemeente Niedorp. In 1975 werd het raadhuis verbouwd, dat sindsdien als dorpshuis dient.

## Geschiedenis

### Sloop van het oude raadhuis
Het oorspronkelijke raadhuis dat op dezelfde plek stond, leed in de 19e eeuw aan bouwvalligheid. Het gemeentebestuur besloot daarom een nieuw raadhuis te bouwen. Vermoedelijk werd het oude raadhuis in 1866 afgebroken.

### Bouw van het nieuwe raadhuis
In april 1867 had aannemer Willem Rus zich het laagst ingeschreven bij de aanbesteding van het nieuwe raadhuis. Voor de som van fl. 5.925,- verkreeg hij de bouwopdracht. Architect Arnoldus Teunis van Wijngaarden werd eerder dat jaar onder verantwoordelijkheid van burgemeester Dirk van der Stok ingeschakeld voor het ontwerp van de nieuwe pastorie verderop aan de Dorpsstraat 120. Van Wijngaarden kreeg daarom ook de opdracht om het nieuwe raadhuis te ontwerpen. Het uurwerk is voor een som van fl. 450,- vervaardigd door firma A. Batstra te leiden in 1867.

### De brand van 12 tot 13 september
Op de nacht van 12 tot 13 september ontstond er een brand in het naastgelegen café de Prins Maurits. Dit café met kolfbaan en toneelzaal werd volledig in de as gelegd. De brand sloeg over op het raadhuis waardoor het pand grote brand- en waterschade opliep. Enkel de gevel bleef gespaard. Naar aanleiding van de brand werd het raadhuis in 1975 omgebouwd tot een dorpshuis. De gemeente verhuisde naar een nieuw pand aan de Meet tussen Nieuwe Niedorp en Winkel.

### Inschrijving als gemeentelijk monument
Op 21 september 2021 werd het voormalige raadhuis opgenomen in het monumentenregister van gemeente Hollands Kroon onder nummer 1206.

## Dorpshuis Prins Maurits
Na de brand fungeert het raadhuis als dorpshuis. Deze werd officieel op 7 februari 1976 geopend. Bij de verbouwing werd het pand uitgebreid aan de achterzijde met een toneelzaal. Het dorpshuis draagt de naam ‘Prins Maurits’, vernoemd naar het naastgelegen afgebrande café. Met regelmaat worden er biljart-, dart- en bridgeavonden georganiseerd. Daarnaast is de Prins Maurits de thuisbasis van twee kolfclubs: de herenvereniging ‘Over de Helft – SOS’, opgericht in 1883 en de Damesvereniging ‘Altijd Weer Anders’ uit 1966. In de linkerzijde van het gebouw, waar vroeger de bodekamer was ondergebracht, bevindt zich nu het voorcafé. Op het plein waar het oude café was gelegen ligt nu een terras.

## Beschrijving exterieur
Het raadhuis is opgetrokken in eclectische stijl op een rechthoekig grondplan. De gevels zijn gevoegd met rode baksteen. Het schilddak is bedekt met grijze Hollandse pan, welke is bekroond met een houten klokkentoren aan de voorgevel. De klok in het torentje is vervaardigd in 1527. Het torentje staat bovenop het fronton van het middenrisaliet. Daaronder bevindt zich een houten balkon, omringd door een sierhekwerk van gietijzer. Aan de voorzijde ligt een hardstenenstoep met smeedijzeren hekwerk. Boven de zesruitse schuifvensters zijn bogen van stucwerk geplaatst.